# Timișoara Challenger 2004
Il Timișoara Challenger 2004 è stato un torneo di tennis facente parte della categoria ATP Challenger Series nell'ambito dell'ATP Challenger Series 2004. Il torneo si è giocato a Timișoara in Romania dal 2 all'8 agosto 2004 su campi in terra rossa.

## Vincitori

### Singolare
Marc Gicquel ha battuto in finale  Oliver Marach con il punteggio di 6–3, 6–1

### Doppio
Florin Mergea /  Horia Tecău hanno battuto in finale  Marius Calugaru /  Ciprian Petre Porumb con il punteggio di 6–3, 6–3